# Åke Hansson
För andra betydelser, se Åke Hansson (olika betydelser).
Åke Hansson, född 7 maj 1927, död 6 september 2015, var en svensk fotbollsspelare (högerhalvback), och tvåfaldig svensk mästare för Malmö FF, 1950/51 och 1952-53. Han spelade 292 matcher för Malmö FF under åren 1950 till 1957, varav 134 i Allsvenskan, och under denna period spelade han även sex matcher i svenska B-landslaget.
Åke Hansson debuterade i Malmö FF 1950 som ersättare för Kjell Rosén, som blivit proffs i Italien. Han tillhörde från debuten den MFF-uppställning som är lagets mest framgångsrika genom tiderna och som 1949-1951 i obruten följd spelade 49 allsvenska matcher utan förlust.
Tillsammans med Sven Hjertsson och Arthur Bergqvist bildade Åke Hansson fram till 1954 en närmast ograverad halvbackslinje i MFF, och därefter med Åke Larsson och Arthur Bergqvist en av Allsvenskans stabilaste halvbackslinjer under andra halvan av 1950-talet. Med en intelligent speluppfattning förenade han ett excellent skytte och gjorde totalt 59 mål för Malmö FF. Efter karriären i Malmö FF spelade han bland annat i fem år för Hässleholms IF.